# Brandon Sklenar
Brandon Tyler Feakins (nacido el 26 de junio de 1990), conocido profesionalmente por el apellido de soltera de su madre como Brandon Sklenar, es un actor estadounidense conocido por sus papeles en las películas Mapplethorpe, Vice (ambas de 2018), Midway (2019), It Ends with Us (2024) y Drop (2025). También es conocido por su papel como Spencer Dutton en la serie del Oeste del canal Paramount+, 1923 (2022–2025).

## Biografía
Sklenar nació como Brandon Feakins en Dover, Nueva Jersey, y se crio en el norte del mismo estado. Sus padres son Bruce Feakins y Francine Sklenar.[cita requerida] Su madre es de ascendencia checoslovaca. Sklenar se graduó en 2008 en Hackettstown High School y se matriculó brevemente en el County College of Morris, antes de mudarse a California tras dos meses, adoptando el apellido de soltera de su madre para su carrera como actor. Se trasladó a Los Ángeles, donde realizó trabajos ocasionales hasta que un representante lo fichó a los 20 años.

## Trayectoria profesional
Sklenar debutó profesionalmente en el cine en 2011 con la película Cornered. Al año siguiente, apareció en la serie de televisión Dating Rules from My Future Self. En 2014, actuó en la película Chance, y en 2015 participó en la comedia de NBC, Truth Be Told, además de en las películas Hunky Dory y Bella Donna. En 2016, apareció en la serie Fall into Me y protagonizó el filme de terror americano-japonés Temple. También participó en la comedia de Fox New Girl, en 2017.
En 2018, fue elegido para interpretar a Edward Mapplethorpe en la película biográfica Mapplethorpe, centrada en la vida del fotógrafo neoyorquino Robert Mapplethorpe. La película se presentó en el Festival de Cine de Tribeca de 2018, donde fue finalista en la sección Competición Narrativa Estadounidense. Sklenar recibió elogios de la crítica por su actuación, siendo destacado por Boy Culture por causar “el máximo impacto en escenas psicológicamente intensas junto a Matt Smith”.
Ese mismo año, apareció en la película biográfica Vice, junto a Amy Adams, Steve Carell, Christian Bale y Sam Rockwell, bajo la dirección de Adam McKay. También actuó en Magic Lantern de Amir Naderi y en las películas The Last Room y Glass Jaw. En junio de 2018, fue elegido para el filme dramático independiente Indigo Valley, basado en un cortometraje de la directora Jaclyn Bethany.
Ese año también fue elegido como el antagonista principal de The Big Ugly, un thriller criminal que combina el género de gánster británico con el wéstern estadounidense, actuando junto a Ron Perlman, Malcolm McDowell, Nicholas Braun y Leven Rambin. Por su papel como Junior Lawford, fue aclamado por la crítica. Richard Roeper del Chicago Sun-Times escribió: "Brandon Sklenar ofrece una actuación que destaca en pantalla; es fantástico como un monstruo disfrazado de James Dean".
Posteriormente, participó en la película de Roland Emmerich, Midway, producida por Lionsgate Films, junto a Woody Harrelson, Luke Evans y Patrick Wilson, interpretando a George H. Gay Jr., el único superviviente del Escuadrón Torpedo 8 (VT-8).
También protagonizó la película independiente Jonesin', una comedia criminal sobre un fabricante de licor ilegal que, tras un error de identidad, es secuestrado y atrapado entre dos bandas rivales en la ciudad.
A principios de 2020, fue elegido para el papel principal en la película independiente Futra Days, junto a Tania Raymonde y Rosanna Arquette, una historia sobre un hombre que viaja al futuro y reflexiona sobre el control y el destino. Por este papel, recibió el premio al Mejor Actor en el Festival de Cine Independiente de Viena en 2022.
En marzo de 2021, se unió al reparto de la película Karen, junto a Taryn Manning y Cory Hardrict.
En 2022, fue elegido para interpretar a Spencer Dutton en la serie precuela de Yellowstone titulada 1923, de Paramount+.

## Filmografía

### Cine
| Año  | Título original | Personaje           | Notas        |
| ---- | --------------- | ------------------- | ------------ |
| 2011 | Cornered        | Patrono del club    |              |
| 2014 | Chance          | Hombre              | Cortometraje |
| 2016 | Hunky Dory      | Virgil              |              |
| 2016 | Bella Donna     | Hombre              | Cortometraje |
| 2017 | Temple          | James               |              |
| 2018 | Mapplethorpe    | Edward Mapplethorpe |              |
| 2018 | Vice            | Bobby Prentace      |              |
| 2018 | Glass Jaw       | Joe                 |              |
| 2018 | Magic Lantern   | Austin              |              |
| 2019 | Midway          | George H. Gay Jr.   |              |
| 2020 | Indigo Valley   | John                |              |
| 2020 | The Big Ugly    | Junior Lawdord      |              |
| 2021 | Karen           | Oficial Hill        |              |
| 2021 | Jonesin'        | Deke Jones          |              |
| 2022 | Futra Days      | Sean Graves         |              |
| 2024 | It Ends with Us | Atlas Corrigan      |              |
| 2025 | Drop            | Henry               |              |

### Televisión
| Año       | Título original                  | Personaje         | Notas                             |
| --------- | -------------------------------- | ----------------- | --------------------------------- |
| 2012      | Dating Rules from My Future Self | Chico de la barra | Episodio: «Chapter One: Who R U?» |
| 2015      | Truth Be Told                    | Neil              | Episodio: «Members Only»          |
| 2016      | Fall into Me                     | Ryan              | Episodio: «Love Street»           |
| 2017      | New Girl                         | Loner             | Episodio: «Cece's Boys»           |
| 2022      | Westworld                        | Henry             | Episodio: «The Auguries»          |
| 2022      | Walker: Independence             | Liam Collins      | Episodio: «Pilot»                 |
| 2022      | The Offer                        | Burt Reynolds     | Episodio: «Brains and Balls»      |
| 2022–2025 | 1923                             | Spencer Dutton    | Rol principal; 14 episodios       |